# Речелга (деревня)
Речелга — деревня в Пышминском городском округе Свердловской области России.

## Географическое положение
Деревня Речелга муниципального образования «Пышминский городской округ» Свердловской области расположена в 23 километрах (по автотрассе в 48 километрах) к югу-юго-востоку от посёлка Пышма, в лесной местности, на левом берегу реки Речелга (правый приток реки Пышма).

## Население
| 2002 | 2010 | 2021 |
| ---- | ---- | ---- |
| 221  | ↘162 | ↘139 |